# Mar de Bismarck

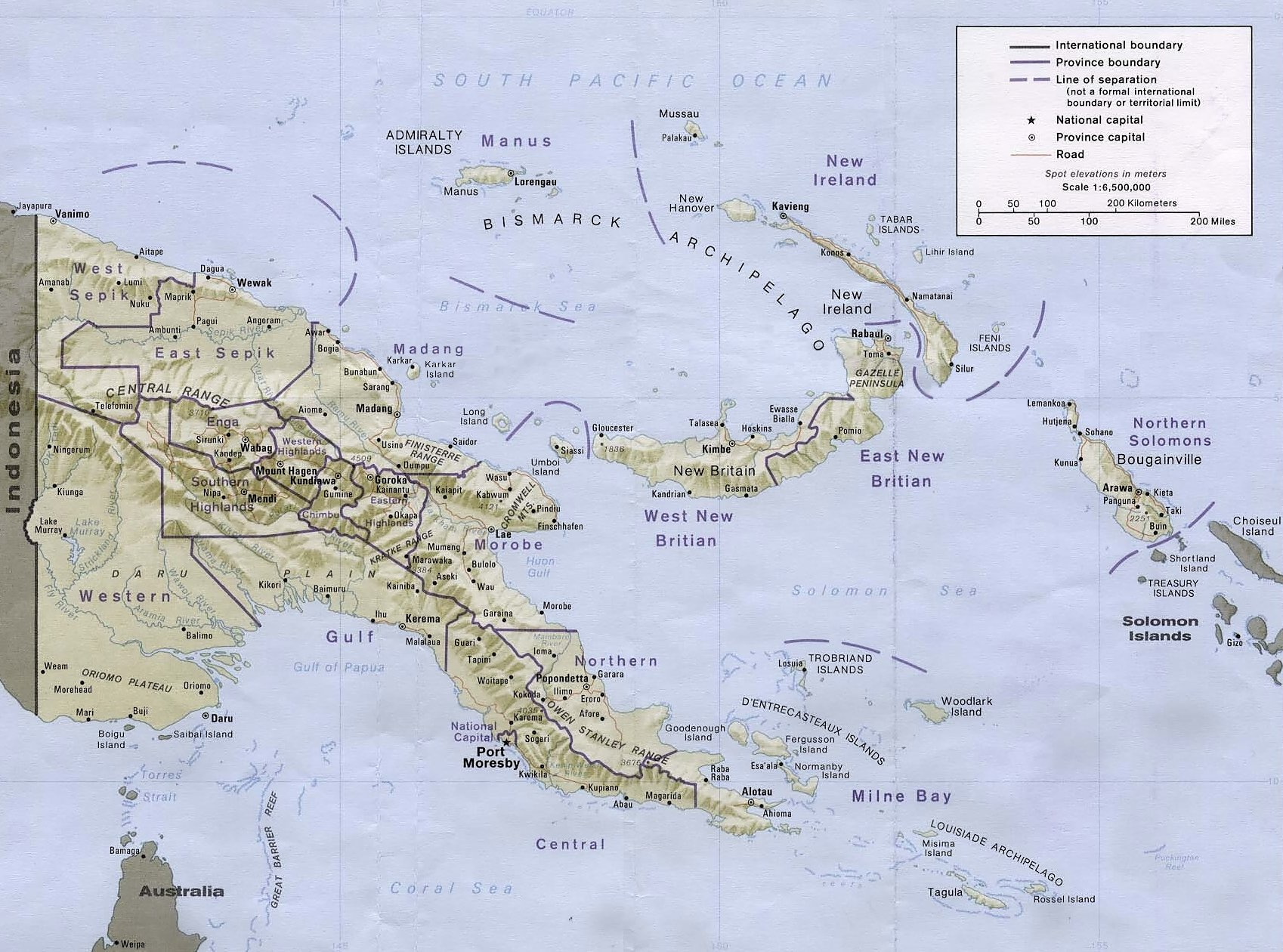
Localização do mar de Bismarck

O mar de Bismarck está situado entre a ilha da Nova Guiné, a sudoeste, e o arco insular formado pelo arquipélago de Bismarck, que o separa do oceano Pacífico, de norte a sudeste. Está ligado por uma passagem para sul ao mar de Salomão, entre a Nova Guiné e a Nova Bretanha.
Foi chamado assim no século XIX em homenagem ao Chanceler Otto von Bismarck quando as ilhas que rodeiam o arquipélago do mesmo nome, as Ilhas Salomão do norte e a Terra do Rei Guilherme, na Nova Guiné, eram colónia alemão com o nome de Nova Guiné Alemã.
Este mar foi o local de uma grande derrota naval japonesa na Batalha do Mar de Bismarck durante a Segunda Guerra Mundial.